# شیپشنکس (دهانه)
شیپشنکس یک دهانه برخوردی در ماه‌ است.

## دهانه‌های اقماری
این دهانه ۳ دهانه اقماری دارد.
| Sheepshanks | عرض جغرافیایی | طول جغرافیایی | قطر          |
| ----------- | ------------- | ------------- | ------------ |
| A           | ۶۰.۰° N       | ۱۹.۰° E       | ۷.۰ کیلومتر  |
| C           | ۵۷.۰° N       | ۱۸.۱° E       | ۱۱.۰ کیلومتر |
| B           | ۶۰.۳° N       | ۲۱.۱° E       | ۵.۰ کیلومتر  |